# Baringo-tó
A Baringo-tó a Nagy-hasadékvölgy afrikai tavai közül – a Turkana-tó után – a második legészakibb fekvésű. Felülete mintegy 130 négyzetkilométer. Két folyó táplálja, az El Molo és az Ol Arabel és nincs kifolyása (lefolyástalan tó). A törésvonal két édesvizű kenyai tava közül ez az egyik, a másik a Naivasha tó. A forró, poros környezetben elhelyezkedő Baringo tónál több mint 470 madárfajt regisztráltak, köztük a vándor flamingókat.
Erre a vidékre kevés turista vetődik. Jobbára pásztornépek laknak erre, mint a camus, rendille, turkana és kalendzsin törzsek.
A tó mára halban szegénnyé vált, a vízszintet pedig jelentősen csökkentették az aszályok és a túlzott öntözővíz-használat. A tó számos kis szigetet ölel körül, amelyek közül messze a legnagyobb az Ol Kokwe-sziget. Partja mentén a legjelentősebb város Loruk, a kisebbek között van Kampi ya Samaki.